# Pierwsza bitwa morska pod Kizugawaguchi
Pierwsza bitwa morska pod Kizugawaguchi – morskie starcie zbrojne stoczone pomiędzy flotą rodu Mōri wspartego przez floty rodu Kobayakawa oraz piratów Morakami a flotą rodu Oda 13 lipca/7 sierpnia 1576.

## Bitwa
Od sierpnia 1570 trwało oblężenie Ishiyama Hongan-ji, fortecy zwolenników ruchu ikko-ikki, atakowanych przez wojska Nobunagi Ody. Ponieważ umocnienia znajdowały się na wybrzeżu, sprzyjający oblężonym ród Mōri dostarczał drogą morską zapasy i posiłki. Chcąc temu zapobiec Nobunaga wysłał na morze jednego ze swoich dowódców - Sadatomo Manabe. Ten poprowadził flotę złożoną z 300 statków. Na morzu, królowała jednak flota Mōrich, która była liczniejsza i miała doświadczone załogi. Do tego wsparcie przysłał ród Kobayakawa, mniejsi sojusznicy oraz piraci z rodu Morakamai. W sumie flota sojuszników liczyła ok. 700-800 statków. Starcie zakończyło się szybko ze względu na przewagę obrońców i użycie "płonących strzał" (Bo-hiya, jap. 棒火矢), które znacznie osłabiły liczebność statków Manabego. W walce zginęła większość dowódców floty Nobunagego, z Sadatomo Manabem na czele.
Zachowały się listy dowódców obydwu stron biorących udział w tej bitwie.
Po stronie sojuszników byli to:
- Mōri: Kohei Kodama, Awaya Motoyo, Motokatsu Kuwahara, Hirokage Kagawa,
- Kobaykawa: Munekatsu Nomi, Motonashi Kinashi, Kagemori Ikuguchi, Haruchu Inoue, Goro Shosuke
- Ukita: Hideyasu Tomikawa
- Murakami: Yoshimitsu Murakami, Motoyoshi Murakami, Kagehiro Murakami,Takemitsu Murakami, YoshiTsugi Murakami

Po stronie Ody:
- Sadatomo Manabe †, Numano Dennai †, Iga Numano †, Numano Osumi Mamoru, Kamao Miyazaki †, Kamesuke Miyazaki †, Obata Mamoru Ohsumi †, Noguchi z Hanakumy †.

## Skutki
Pokonanie floty Ody umożliwiło dalszy dowóz zapasów oraz posiłków dla oblężonych w fortecy. Nobunaga musiał przeciągnąć oblężenie, które wiązało sporą część jego sił, a także obmyślić nowy sposób na pokonanie przeciwników.